# 6931 Кендзабуро
6931 Кендзабуро (6931 Kenzaburo) — астероїд головного поясу, відкритий 4 листопада 1994 року.
Тіссеранів параметр щодо Юпітера — 3,208.